# جورج برينك
جورج برينك (بالإنجليزية: George Brink)‏ هو عسكري جنوب أفريقي، ولد في 27 سبتمبر 1889 في Jagersfontein ‏ في جنوب أفريقيا، وتوفي في 30 أبريل 1971 في Natal (province) ‏ في جنوب أفريقيا.